# Escort (film, 2012)
Pour les articles homonymes, voir Escort.
Escort est un documentaire français réalisé par Hélène de Crécy, sorti en 2012.

## Synopsis
Trois étudiantes de vingt ans témoignent sur les conditions dans lesquelles elles ont recours à la prostitution pour financer leurs études.

## Fiche technique
- Titre : Escort
- Réalisation : Hélène de Crécy
- Scénario : Hélène de Crécy
- Photographie : Jean-François Reverdy
- Musique : Pierrick Hardy
- Son : Suzanne Newman, Carlos Alvarez, Marc Duployer
- Montage : Emmanuelle Baude
- Production : Slot Machine
- Productrice déléguée : Marianne Slot
- Directrice de production : Gwenaëlle Clauwaert
- Distribution : Haut et Court
- Pays d'origine :  France
- Genre : documentaire
- Format : couleur - 35 mm
- Durée : 94 minutes
- Date de sortie : 5 juin 2012[2]